# نوک‌بزرگ ژاپنی
نوک‌بزرگ ژاپنی یا سهره نوک‌بزرگ ژاپنی (نام علمی: Eophona personata) یا ایکارو یک سهره بومی در شرق دیرین‌شمالگان است. به دلیل شباهت‌های سطحی با گونه‌های شناخته‌شده اوراسیا، گاهی به عنوان سهره نوک‌بزرگ نقابدار نیز شناخته می‌شود.

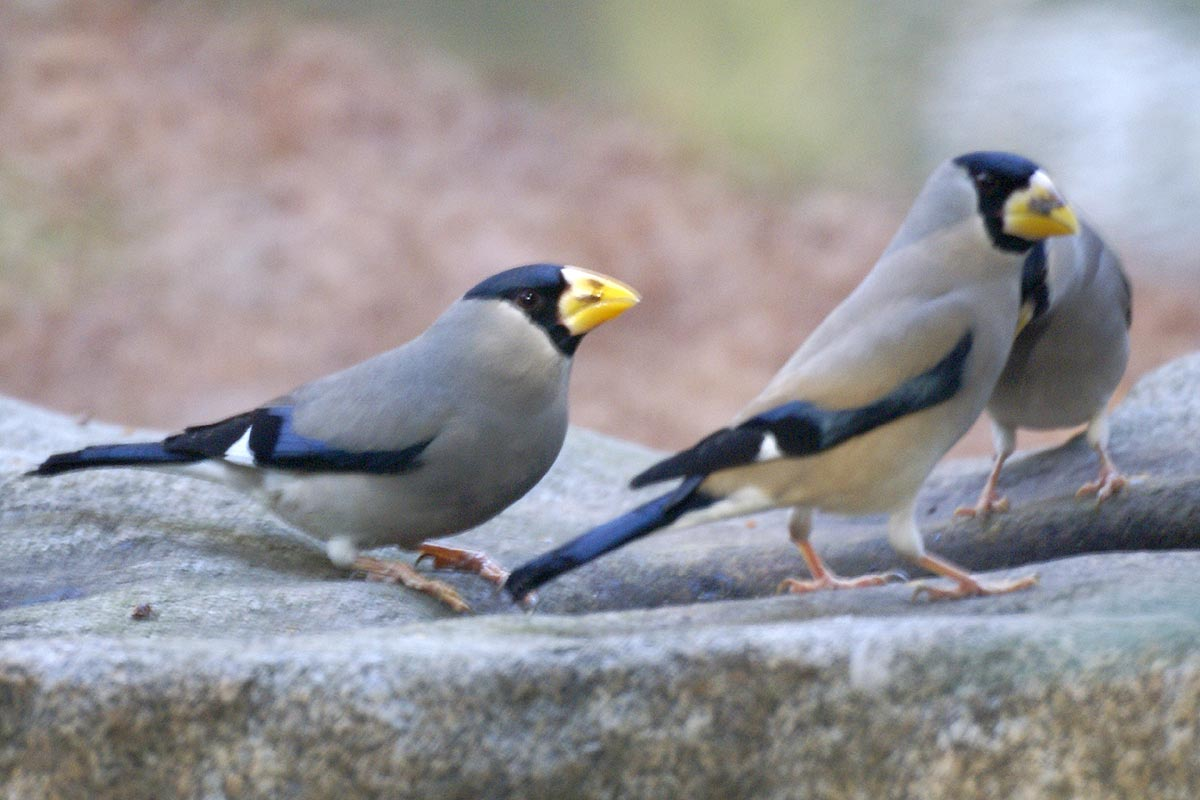
Eophona personata